# Crematogaster bruchi
Crematogaster bruchi es una especie de hormiga acróbata del género Crematogaster, familia Formicidae. Fue descrita por Forel en 1912.
Habita en el continente americano, en Argentina y Paraguay (Boquerón y Presidente Hayes). Se la ha encontrado a elevaciones que van desde los 140 hasta los 180 metros de altura. Habita en bosques de matorrales localizados en la ecozona del Chaco Seco. Además se encuentra en microhábitats como frutos de cactus.